# Мадонна с чётками (картина Мурильо)
«Мадонна с чётками» (исп. La Virgen del Rosario) — картина испанского живописца Бартоломе Эстебана Мурильо, написанная в 1650—55 гг. и приобретённая Карлом IV для королевского дворца Эскориал в XVIII веке.
Бартоломе Мурильо изобразил Мадонну и Иисуса с розарием, традиционными католическими чётками, молитве по которым придавалось большое значение во времена художника. В этой картине ещё заметны черты натурализма, преобладавшего в работах представителей Севильской школы в первой половине XVII века, однако живописная манера Мурильо уже более свободна, чем в его раннем творчестве. Эта свободная манера особенно сильно проявляется в изображении вуали Девы Марии. Художник использует яркий свет для выделения фигур на тёмном фоне и создания контраста между нежными тонами лица Богородицы и тела младенца Христа и глубокими тенями в складках тканей.